# Gammelgarns församling
Gammelgarns församling eller Gammalgarns församling var en församling i Svenska kyrkan i Visby stift. Församlingen uppgick 2007 i Östergarns församling. 
Församlingskyrka var Gammelgarns kyrka.

## Administrativ historik
Församlingen har medeltida ursprung. 
Församlingen var till 1962 annexförsamling i pastoratet Östergarn och Gammelgarn som 1659 utökades med Ardre församling. Från 1962 till 2007 var den annexförsamling i pastoratet Östergarn, Gammelgarn, Kräklingbo, Anga och Ala. Församlingen uppgick 2007 i Östergarns församling tillsammans med övriga församlingar i pastoratet.
Församlingskod var 098046.